# 浅香唯のちょっと悪い子
浅香唯のちょっと悪い子（あさかゆいのちょっとわるいこ）は、TBSラジオ他JRN系列各局で放送されていたラジオ番組。TBSラジオでの放送期間は1988年10月15日から1990年3月31日まで。パーソナリティは浅香唯。

## 概要
浅香唯にとってTBSラジオでは初となるレギュラーパーソナリティ番組。浅香は当時ニッポン放送でも『浅香唯 少しおとなのシルエット』に出演中であり、また1988年6月まで文化放送で『キラキラサンデー アイドルじゃじゃうまランド』に出演していたため、これで在京キー局3局全てでレギュラーパーソナリティ番組を持ったことになった。本番組には浦口直樹（当時TBSアナウンサー）が共演者としてレギュラー出演していた。
本番組のコンセプトは「いたずら」。『ワル口のススメ』や電話でリスナーをだますコーナーなど、このコンセプトに沿ったコーナーが存在していた。本番組は二人のディレクターが１回ごとに交代で担当しており、番組の基本構成は同じだが担当ディレクターによって喋り出しのタイミングに違いが出ていた場合があった。
はがき採用者に贈られるノベルティグッズには、番組特製ポロシャツなどがあった。また、番組中に流れる曲はそのほとんどが浅香自身の選曲によるものだった。

### 番組成立までの経緯
本番組がスタートする3か月ほど前（1988年7月頃）に、この番組の元となる企画が提出され、そのタイトルは『浅香唯の空とぶ唯姫』で、内容は「浦口アナと一緒に空中散歩しながらリスナーたちが住む町を探検」するというものだったが結局不採用。改めて企画を作り直して出されたものがこの番組だった。なお、この番組のタイトル案として
- 浅香唯のどない思おとんねん!!
- 浅香唯のゴメンクサイ
- 浅香唯のギョーザ3人前お願いします
- 浅香唯のだいぶ大人のメヌエット
- 浅香唯のオールスタートーク合戦!!
- 浅香唯の人生いろいろ
- 浅香唯の走れメロス
- 浅香唯の唯音楽工房
- 浅香唯のどてらいヤツ
- 浅香唯の元気・元気・元気な唯ちゃんは人の話を聞かない!!
- 浅香唯の粗びきネルドリップ方式
- 浅香唯の底抜け脱線トーク・パフパフ

などが出されていたが、結局浅香のひと言から「浅香唯のちょっと悪い子」に決まった。このタイトルは本人曰く「自分がいたずら好きなのと、アイドルとしての部分とを混ぜ合わせた」感じのタイトルであるという。

## 主なコーナー
イタズラは三文の得!!
- リスナーから寄せられたいたずらエピソードを紹介し、浅香自身もその体験やエピソードを話していきながら、洒落になる範囲でいたずらの楽しさや喜びとその心を知ってもらいたく、いたずらについて色々研究していこうというコーナー[7]。

いきなり電話 もしもしアタシ
- 出演希望のはがきを寄せたリスナーに対し、スタジオから騙しの電話をかけていたコーナー[3]。自分で「浅香の唯一の楽しみでストレス解消法」と話していたことがある[9]。

ゴッド唯
- 浅香が名付け親となってリスナーのペットに名前を付けたり、ペットの姓名判断を行っていた[10]。大事なペットだからということで、「平凡な名前じゃ申し訳ないし、奇抜な名前じゃ許せないものがあった」と思って毎回打ち合わせに長時間かかり、「みんなで頭抱え合うのもつらいね」ということで短期間で終わったとのこと[11]。

ワル口のススメ
- リスナーの周りの、友達や先生の悪口ネタやエピソードなどを募集[12]。

唯のアサユカーイ!!
- 言葉遊びのようなコーナー。浅香唯→「朝愉快」（あさゆかい）のように名字と名前から一文字ずつ取り替えて遊んでいた（けつだいらまん、しりもんいち、コーモンでぐれ、などのように）。しかしこのコーナーも1～2回ほどで終了したという[13]。

今週の番付！
- 毎週番組からテーマを出し[9]、「大好きだったアニメヒーロー・ヒロイン」「すぐ飽きてしまう遊び」「こんな留守番電話は嫌われる」「わかっちゃいるけどやめられないこと」「究極の追っかけ」「体育の授業によくいる奴」「この曲で目覚めたい」「聞くだけで背筋が寒くなる曲」等々、色々な「ベスト5」をリスナーが決めていたコーナー。1位の所を必ずオチにすることがお約束だった[14]。

あなたの悩みにお答えしちゃう 唯のかけこみ寺
- リスナーからの悩みや相談事などに答える[15]。

唯の部屋
- 1989年4月から。浅香が様々なタイプの女性に扮して、短いラジオドラマを演じる[9]。
他

## スタッフ
- ディレクター：高橋啓志[2]
- サブディレクター：石垣富士男[2]
- チーフ構成作家：榊原直樹[2]
- サブ構成作家：安達元一[2]
他

## 放送時間
- TBSラジオ（制作局）
  - 土曜日 24:30 - 25:00 （1988年10月8日 - 1989年4月1日）
  - 土曜日 21:10 - 21:40 （1989年4月8日 - 1989年10月7日）
  - 土曜日 22:00 - 22:30 （1989年10月14日 - 1990年3月31日）

### ネット局
（出典：）
（「→」は、放送曜日・時間帯変更無し、網掛け枠は放送無し）
| 局名         | 1988年10月 - 1989年3月 | 1989年4月 - 1989年9月 | 1989年10月 - 1990年3月 |
| ------------ | ---------------------- | --------------------- | ---------------------- |
| 北海道放送   | 金曜 20:30 - 21:00     | 土曜 21:30 - 22:00    | 金曜 20:30 - 21:00     |
| 青森放送     | 月曜 21:30 - 22:00     |                       |                        |
| 秋田放送     | 土曜 20:00 - 20:30     | 土曜 24:00 - 24:30    |                        |
| 岩手放送     | 土曜 18:30 - 19:00     | 土曜 24:30 - 25:00    | →                      |
| 東北放送     | 金曜 21:00 - 21:30     |                       |                        |
| ラジオ福島   | 土曜 21:30 - 22:00     |                       |                        |
| 信越放送     | 土曜 20:30 - 21:00     | 火曜 23:30 - 24:00    | →                      |
| 山梨放送     | 土曜 24:00 - 24:30     | →                     | →                      |
| 北日本放送   | 土曜 21:30 - 22:00     |                       |                        |
| 北陸放送     | 水曜 21:00 - 21:30     | 水曜 22:30 - 23:00    |                        |
| 福井放送     | 日曜 17:00 - 17:30     | →                     | 日曜 16:00 - 16:30     |
| 静岡放送     | 日曜 22:30 - 23:00     | 火曜 22:00 - 22:30    | →                      |
| 中部日本放送 | 日曜 19:00 - 19:30     |                       | 日曜 19:00 - 19:30     |
| 山陽放送     | 土曜 19:00 - 19:30     | 日曜 17:00 - 17:30    | →                      |
| 山陰放送     | 日曜 20:00 - 20:30     |                       | 土曜 21:30 - 22:00     |
| 中国放送     | 土曜 20:00 - 20:30     |                       |                        |
| 山口放送     | 日曜 23:30 - 24:00     | →                     | →                      |
| 四国放送     |                        | 木曜 22:00 - 22:30    | →                      |
| 南海放送     | 土曜 19:00 - 19:30     |                       | 土曜 19:00 - 19:30     |
| 高知放送     | 土曜 18:30 - 19:00     |                       |                        |
| RKB毎日放送  | 日曜 9:00 - 9:30       | 土曜 24:10 - 24:40    | 日曜 21:00 - 21:30     |
| 大分放送     | 土曜 19:00 - 19:30     |                       |                        |
| 長崎放送     |                        | 月曜 18:30 - 19:00    | 土曜 18:30 - 19:00     |
| 熊本放送     |                        |                       | 金曜 21:30 - 22:00     |
| 宮崎放送     | 土曜 19:00 - 19:30     | 土曜 17:00 - 17:30    | →                      |
| 南日本放送   | 土曜 20:00 - 20:30     |                       | 土曜 21:00 - 21:30     |
| 琉球放送     | 日曜 18:30 - 19:00     |                       |                        |

## 番組本
- 浅香唯のちょっと悪い子（TBSラジオ編、1989年7月刊行　ワニブックス）